# Claes August Cronstedt
Claes August Cronstedt, född 14 juni 1785 i Sundby socken, död 4 september 1860 i Karlskrona, var en svensk greve och sjömilitär (amiral).

## Biografi
Cronstedt blev kadett vid krigsakademien på Karlberg där hans far var chef 1794 men visade intresse för flottan och blev sedan han 1797 utexaminerats från Karlberg 1800 fänrik vid örlogsflottan. Bland hans kommenderingar märks bland annat deltagande i sin blivande svärfars expedition mot Barbareskstaterna 1801-1803. Vid sin hemkomst 1803 var han attaché hos  ambassadören Curt von Stedingk under dennes uppvaktning vid det ryska hovet i Sankt Petersburg.
I början av året 1809 var han delaktig i en aldrig genomförd sammansvärjning för att fängsla Gustav IV Adolf, senare under året befordrades han först till löjtnant och senare till kapten. Han deltog under de följande åren i flera expeditioner till Medelhavet, sista gången 1815-16 som chef för en expedition för att säkerställa den svenska handeln på Levanten. Under tiden hade han 1814 befordrats till major. Tre gånger deltog han i strid; första gången i Jungfrusund i finska skärgården i augusti 1808 då han med sitt manskap äntrade och erövrade en rysk brigg, för vilket han belönades med att bli riddare av svärdsorden, vid Bornholm 1809 och vid Bornholm 1813, vid det sistnämnda tillfället lyckades han efter en hård strid mot en stark dansk övermakt rädda undan sin brigg Vänta litet, vilket kom att bli motiv för en skillingtrycksvisa.
År 1814 hade han gift sig med Margareta Charlotta Cederström, dotter till generalamiralen greve Olof Rudolf Cederström. Svärfaderns kontakter i kombination med ett förvärvat gott rykte som skicklig sjöman gav honom nu en rad förtroendeposter inom flottans styrelse. 1816–1821 var han ledamot av kommittén angående förvaltnings- och redogörelsereglemente vid örlogsflottan, befordrades 1817 till överstelöjtnant, 1818 till överste och blev samma år adjutant hos Karl XIV Johan.
Cronstedt deltog även i riksdagarna 1817—1834 och var därunder bland annat ledamot av bankoutskottet 1817. Han höll dock en låg profil i riksdagen och uttalade sig främst i frågor rörande flottan. 1820 blev Cronstedt kommendant vid Kungsholms fort, 1821 generaladjutant för flottornas generalstab, tillförordnad 1821 och 1823 ordinarie ledamot av förvaltningen av sjöärendena och samma år konteramiral. 1824 blev han tjänstgörande generaladjutant för flottorna, 1825 ordförande i konvojkommissariatet och i sjöförsäkringsöverrätten. Cronstedt var även ledamot av kommittén angående ändrings sökande i och kommunikation av utslag i ekonomi- och politiemål 1826-1836, ledamot i kommittén angående tillståndet i flottan och om rikets sjöförsvar (betänkandet föredraget 1826), blev chef för förvaltningen av sjöärendena och för storamiralsämbetets andra avdelning 1827, var ordförande i kommittén angående ny sjölag 1828-1836 och av kommittén angående organisation av förvaltningen av sjöärendena 1828-1832. 1829 blev han chef för storamiralsämbetets tredje avdelning 1829, var ledamot av kommittén angående fördelning av anslag till försvarsverkets iståndsättande 1830, ordförande i kommittén angående gemensamt kalibersystem för svensk och norskt artilleri (betänkande föredraget 1831), ordförande kommittén angående karantänsanstalter mot kolera (betänkande föredraget 1831) och ordföranden i kommittén för avsyning av Göta kanal. Därtill ordförande i direktionen över segelfarten mellan Vänern och havet 1835.
Slutet på Cronstedts karriär kom 1836. En kommitté hade 1816 fått till uppgift att granska styrelsen och ekonomin vid flottan. Efter att flera förslag som lagts fram för kommittén fallit, lät Cronstedt förvaltningen för sjöärendena på grundval av ett av förslagen utarbeta ett nytt reglemente. Det nya reglementet godkändes av Kunglig Majestät 28 september 1836 som därefter gav i uppdrag åt förvaltningen att trycka reglementet. Cronstedt gjorde dock i samband med detta på eget bevåg ändringar i reglementet, en del av rent formell natur men en del ändrande skrivningen av dokumentet. När underlydande myndigheter förhörde sig om bakgrunden till ändringarna lät Cronstedt i ett av förvaltningens redan justerade protokoll införa uppgiften att han meddelat förvaltningens övriga ledamöter om de genomförda ändringarna.
Då regeringen informerades om Cronstedts handlande entledigades han omedelbart från chefskapet för förvaltningen. Då ärendet nådde offentligheten passade den liberala pressen på att utnyttja händelsen för kritik mot Karl XIV Johans styrelseskick och angrep Cronstedt hårt. Samtidigt åtalades han av justitieombudsmannen för ämbetsfel inför högsta domstolen. Efter en tvåårig rättegång blev Cronstedt dömd sitt konteramiralsämbete förlustig. En minoritet ansåg att entledigande från chefskapet var tillräckligt straff. Det har ansetts att fruktan för angrepp från den liberala oppositionen vid den stundande riksdagen där de liberala var i majoritet påverkade domen.
Claes Cronstedt var son till generalmajor Nils August Cronstedt och sonson till Carl Johan Cronstedt. Han var far till August och Rudolf Cronstedt.

## Utmärkelser
- Riddare av Svärdsorden - 1808
- Ledamot av Kungliga Örlogsmannasällskapet - 1813
- Ledamot av Krigsvetenskapsakademien 1820
- Kommendör av Svärdsorden - 1824
- Kommendör med Stora Korset av Svärdsorden - 1834
- Karl Johansmedaljen - 1854
- Hedersledamot av Kungliga Örlogsmannasällskapet - 1855